# Рандозерка (приток Важинки)
Рандозерка, в верхнем течении Рипус — река в России, протекает по Пряжинскому району Карелии.
Вытекает из Рандозера как река Рипус. Протекает через озеро Рипус, в котором принимает правый приток — реку Рижну, а также правый приток — реку Шожму, несущую воды озёр Лигаж, Шожма и Крехозеро. Ниже озера Рипус называется Рандозеркой. Устье реки находится в 83 км по правому берегу реки Важинки, ниже Верхних Важин Длина реки составляет 29 км, площадь водосборного бассейна 384 км².

## Данные водного реестра
По данным государственного водного реестра России относится к Балтийскому бассейновому округу, водохозяйственный участок реки — Свирь без бассейна Онежского озера, речной подбассейн реки — Свирь (включая реки бассейна Онежского озера). Относится к речному бассейну реки Нева (включая бассейны рек Онежского и Ладожского озера).
Код объекта в государственном водном реестре — 01040100712102000012516.